# مزراوة
مزراوة هي قرية مغربية شمال المملكة. تنتمي مزراوة لإقليم تاونات الجبلي. تضم هذه القرية 9.883 نسمة (إحصاء 2004).